# DJドリー
DJドリー (DJ Dlee) ことアレクセイ・タガンツェフ（ロシア語: Алексей Таганцев, ラテン文字転写: Aleksey Tagantsev、1975年3月2日 - 2009年7月12日）は、ソ連のモスクワ出身のディスクジョッキー、音楽プロデューサー、ヒップホップミュージシャン。
2009年7月12日、ミンスクハイウェイで起きた交通事故で死亡した。